# روميو ليمبومبا
روميو ليمبومبا (بالفرنسية: Romeo Lemboumba)‏ (مواليد 19 مايو 1980) هو ملاكم غابوني، مثّل بلاده في الألعاب الأولمبية الصيفية 2012.

## روابط خارجية
روميو ليمبومبا على موقع أوليمبيديا (الإنجليزية)